# Dilnoza Rahmatova
Dilnoza Rahmatova (Chirchiq, 7 de febrero de 1998) es una deportista uzbeka que compite en piragüismo en la modalidad de aguas tranquilas. Ganó una medalla de bronce en el Campeonato Mundial de Piragüismo de 2019, en la prueba de C2 200 m.

## Palmarés internacional
| Campeonato Mundial | Campeonato Mundial | Campeonato Mundial | Campeonato Mundial |
| Año                | Lugar              | Medalla            | Competición        |
| ------------------ | ------------------ | ------------------ | ------------------ |
| 2019               | Szeged (Hungría)   | Medalla de bronce  | C2 200 m           |